# 소켓 AM5
소켓 AM5(LGA 1718)는 AMD(어드밴스트 마이크로 디바이시스)에서 설계한 ZIF 플립칩 LGA(랜드 그리드 배열) CPU 소켓으로 Zen 4 마이크로아키텍처부터 AMD 라이젠 마이크로프로세서에 사용된다. AM5는 2022년 9월에 출시되었으며 AM4의 후속 제품이다.
라이젠 7000 시리즈 프로세서는 최초의 AM5 프로세서였다. 7000 시리즈에는 PCI 익스프레스 5.0 및 DDR5에 대한 지원이 추가되었다.

## 배경
2017년 3월, 새로운 젠 프로세서가 출시되면서 AMD는 이전에 브리스틀리지(Bristol Ridge, 즉 Excavator에서 파생됨) 기반 애슬론 X4 및 일부 A-시리즈, 핀 그리드 배열(PGA) 소켓과 함께 사용했던 AM4 소켓을 사용했으며 이 소켓은 2020년까지 지원하겠다고 약속했다.

### 발표
CES 2022에서 AMD CEO 리사 수는 2022년 후반에 출시될 예정인 Ryzen 7000 프로세서를 위한 AM5 소켓과 통합 방열판 디자인을 공개했다.
2022년 5월 23일, AMD는 대만 타이베이의 컴퓨텍스에서 AM5 소켓, 해당 마더보드 및 라이젠 7000 시리즈 CPU에 대한 세부 정보를 제공했다. Computex에서 마더보드 공급업체인 애즈락, 기가바이트 및 기타 업체들은 AM5 소켓을 갖춘 새로운 X670 마더보드를 선보였다.
AMD는 AM4 소켓과 마찬가지로 AM5 소켓도 수년 간 지원할 계획이라고 밝혔다. 2022년 8월 29일 Ryzen 7000 시리즈 공개에서 AMD는 적어도 2025년까지 AM5 소켓을 지원할 것임을 확인했다.

## 방열판
AM5 소켓은 방열판을 마더보드에 고정하기 위한 4개의 구멍을 측면 길이가 54×90mm인 직사각형 모서리에 배치하도록 지정하고 백플레이트용 UNC #6-32 나사산도 AM5 소켓과 동일하다. 이전 AM4 소켓. 또한 CPU 패키지의 Z 높이는 방열판의 하위 호환성을 위해 AM4와 동일하게 유지된다.
AM4와 달리 AM5의 백플레이트는 LGA 소켓의 CPU 고정 메커니즘을 고정하는 역할도 하기 때문에 제거할 수 없다.
AM4의 기존 CPU 쿨러가 모두 호환되는 것은 아니다. 특히, 기본 마더보드 제공 백플레이트 대신 자체 백플레이트 장착 하드웨어를 사용하는 쿨러는 작동하지 않는다. 일부 쿨러 제조업체는 호환되지 않는 구형 쿨러를 AM5에서 사용할 수 있도록 업그레이드 키트를 제공하고 있다.

## 같이 보기
- 소켓 sTR5
- 소켓 SP5